# Wereldkampioenschappen openwaterzwemmen 2017 - Landenwedstrijd
De landenwedstrijd tijdens de wereldkampioenschappen openwaterzwemmen 2015 vond plaats op 20 juli 2018 in het Balatonmeer.

## Uitslag
| Rang   | Land                | Tijd      |
| ------ | ------------------- | --------- |
| Goud   | Frankrijk           | 54:05.9   |
| Zilver | Verenigde Staten    | 54:18.1   |
| Brons  | Italië              | 54:31.0   |
| 4      | Australië           | 54:42.9   |
| 5      | Verenigd Koninkrijk | 54:51.1   |
| 6      | Brazilië            | 55:19.6   |
| 7      | Hongarije           | 55:23.7   |
| 8      | Duitsland           | 55:41.8   |
| 9      | Japan               | 55:54.0   |
| 10     | Rusland             | 55:55.1   |
| 11     | Canada              | 55:58.3   |
| 12     | Zuid-Afrika         | 56:05.3   |
| 13     | Argentinië          | 56:43.4   |
| 14     | Ecuador             | 58:01.2   |
| 15     | Israël              | 58:20.7   |
| 16     | Tsjechië            | 58:32.2   |
| 17     | Mexico              | 58:32.5   |
| 18     | Kazachstan          | 1:00:59.3 |
| 19     | Hongkong            | 1:02:11.7 |